# Aspidifrontia oblata
Aspidifrontia oblata är en fjärilsart som beskrevs av Emilio Berio 1973. Aspidifrontia oblata ingår i släktet Aspidifrontia och familjen nattflyn. Inga underarter finns listade i Catalogue of Life.